# FreeRice
FreeRice.com是一個以英文猜字遊戲來募款以幫助改善全球饑荒的慈善網站。網民每猜中一個生字的意思，該網站就會捐出10粒稻米給聯合國的世界糧食計劃署（World Food Programme）。網站依賴多個廣告商支付捐款及營運成本，如蘋果公司、東芝、富士通、讀者文摘、美國運通等等。

## 沿革

遊戲顯示玩家已完成捐贈米的粒數

FreeRice.com於2007年10月7日成立，由Poverty.com的創辦人約翰·布林（John Breen）建立。雖然在建立當天只能募捐得到830粒稻米，但經網上流傳及傳媒報導後，每日募捐得到的稻米已超過1億粒。而截至2008年11月1日，該網站共累積籌得超過490億粒稻米，比去年同期的13億成長了超過三十倍之多。
2007年至2011年九月共收集到的大米數量：
- 2007年 12,255,121,230
- 2008年 43 942 622,700
- 2009年 16,773,400,950
- 2010年 13,198,863,280
- 截止至2016年5月18日 1,571,336,710

截止至2011年9月網站共收集到97,588,797,604（975億）粒米
網站大米統計

## 成效
正常人每天需要2,000卡路里，假設全部依靠稻米攝取，每天需要約10,000粒稻米，即是需要在FreeRice.com網站中答對500條問題。截至2007年11月11日，累積籌得的稻米已可每天讓5萬人吃飽。

## 作弊程式
自從FreeRice.com知名後，不少有程式設計技能的網友設計出作弊程式自動參予遊戲。程式的運作遠比人類快，而且每天24小時運作。初時它們只是隨機以四分之一機會答對問題，但現時它們已懂得查網上字典以提高答對率。惟直到現時為止，該網站並未有明文禁止這些作弊程式的運作，而程式操作者也得以每天捐出數以萬計的稻米。但网站对回答问题的频率有所限制，如果频率过高则会出现“Sorry, we are unable to process rice donations so fast. Please click BACK on your browser and try again.”的提示。

### 引用
1. ↑  Play a word quiz and help feed the hungry （页面存档备份，存于） （英文）
2. ↑  Web game provides rice for hungry - BBC 10 November 2007, 10:29 GMT （页面存档备份，存于） （英文）
3. ↑  How-to blog posting of FreeRice Bot script + word database dump （页面存档备份，存于） （英文）

### 來源
- 猜字遊戲網捐米救飢民 1月籌逾10億粒米 每日餵飽5萬人，《明報》，2007年11月12日

## 外部連結
- FreeRice
- 22 Google News results
- Web game provides rice for hungry - BBC 10 November 2007, 10:29 GMT（页面存档备份，存于）
- FreeRice - Mahalo（页面存档备份，存于）
- FreeRice Digg Story - Over 2,800 Diggs